# Machatschkiïta
La machatschkiïta és un mineral de la classe dels fosfats. Va ser anomenada en honor de Felix Karl Ludwig Machatschki (1895-1970), professor de mineralogia a la Universitat de Viena.

## Característiques
La machatschkiïta és un fosfat-arsenat-hidrogenarsenat hidratat de calci de fórmula química Ca₆(AsO₄)(AsO₃OH)₃(PO₄)·15H₂O·15H₂O. Cristal·litza en el sistema trigonal en crostes de cristalls pseudoromboèdrics subparal·lels, de fins a 2 mm. La seva duresa a l'escala de Mohs és de 2 a 3.
És un exemple molt poc freqüent de mineral amb anions arsenats i fosfats en posicions estructurals separades (és a dir, que no se substitueixen entre si) juntament amb l'epifanovita i la walentaïta.
Segons la classificació de Nickel-Strunz, la machatschkiïta pertany a «02.CJ: Fosfats sense anions addicionals, amb H₂O, només amb cations de mida gran» juntament amb els següents minerals: estercorita, mundrabil·laïta, swaknoïta, nabafita, nastrofita, haidingerita, vladimirita, ferrarisita, faunouxita, rauenthalita, brockita, grayita, rabdofana-(Ce), rabdofana-(La), rabdofana-(Nd), tristramita, smirnovskita, ardealita, brushita, churchita-(Y), farmacolita, churchita-(Nd), mcnearita, dorfmanita, sincosita, bariosincosita, catalanoïta, guerinita i ningyoïta.

## Formació i jaciments
Es forma en crostes sobre granit. Va ser descoberta a la mina Anton, a Heubach Valley, (Selva Negra, Baden-Württemberg, Alemanya). Es tracta de l'únic indret on ha estat descrita aquesta espècie mineral.